# Stuart Hall
Stuart Hall (Kingston, 3. veljače 1932. - London, 10. veljače 2014.) britanski je sociolog i kulturni teoretičar. Rođen je u gradu Kingstonu na Jamajci, no živio je i radio u Velikoj Britaniji. Smatra se začetnikom kulturalnih studija u Velikoj Britaniji, te je jedan od osnivača Centra za suvremene kulturne studije na Sveučilištu u Birmninghamu.

## Znanstvena karijera
Procter tvrdi da je najveći Hallov doprinos shvaćanje pitanja kulture i politička pitanja jednako važnima. „Za njega kultura nije nešto što se samo može cijeniti, ili proučavati, nego je i kritično mjesto socijalne akcije i intervencije, gdje se odnosi moći uspostavljaju i potencijalno mijenjaju“.
Hallu je istraživanje kulture bilo važno kako bi razotkrio odnose moći unutar društva, koje utječu na to kako marginalizirane i podređene grupe mogu preuzeti mjesto u kulturi od dominantne grupe, makar i privremeno.
Pedesetih, na početku svoje karijere, Hall se angažirao u Novoj ljevici, pokretu grupe aktivista, studenata i intelektualaca čija je namjera bila pružiti alternativu Radničkoj stranci, kao i tradicionalnoj ljevici.
Šezdesetih i sedamdesetih godina Hall se počinje baviti osnivanjem nove znanstvene discipline, kulturalnih studija. Osamdesetih se bavi tačerizmom, rasama i rasizmom, dok se devedesetih okreće raspravama o identitetu, dijaspori i nacionalnosti.

## Ključne ideje

### Model enkodiranja i dekodiranja
Proctersmatra da je Hallov model masovne komunikacije enkodiranja i dekodiranja prije svega kritika istraživanja masovne komunikacije u SAD-u. Američki istraživači su pluralizam medija smatrali zrcalom američkog pluralističkog društva koje podržava različitost kulturalnih grupa. Hall u svome radu Enkodiranje i dekodiranje iz 1973. godine iznosi tezu da medijska poruka nije definirana samo medijskim sadržajem (enkodiranjem), nego i pozicijom pojedinca koji prima (dekodira) poruku u društvu.